# İstiqlal (Gewehr)
İstiqlal (auch als Modell İST-14,5 Anti-materiel rifle bezeichnet) ist ein Scharfschützengewehr im Kaliber 14,5 × 114 mm. des aserbaidschanischen Herstellers Telemechanika. 

## Beschreibung
Das İstiqlal ist das erste in Aserbaidschan entwickelte Scharfschützengewehr. Es wird seit 2008 produziert und weiterentwickelt. „İstiqlal“ bedeutet  Selbständigkeit, Unabhängigkeit oder Souveränität. Das İstiqlal ist ein Rückstoßlader mit Drehkopfverschluss. Der Verschluss hat drei Verriegelungswarzen. Die Munition wird aus einem fünf Schuss fassenden Kastenmagazin zugeführt. Um den Rückstoß für den Schützen erträglich zu machen, ist es mit einer Mündungsbremse und einer gefederten Schulterstütze ausgestattet. Als Visier dient ein achtfach vergrößerndes Zielfernrohr. Die Waffe ist mit einem abnehmbaren Zweibein und einem Erdsporn ausgestattet.
Da die Waffe in einsatzbereitem Zustand zu schwer ist, um von einem Soldaten transportiert werden zu können, kann sie zum Transport schnell zerlegt werden. Ein Soldat des Zweimannteams trägt dabei den Lauf, der andere Verschlussgehäuse und Zubehör.